# Zofia Rączkowska
Zofia Janina Rączkowska (ur. 1953) – polska geomorfolożka, profesor nauk o Ziemi.

## Życiorys
Studiowała geografię na Uniwersytecie Jagiellońskim w latach 1972–1977. W latach 1977–1978 pracowała w Oddziale Karpackim Państwowego Instytutu Geologicznego w Krakowie. Stopnień doktora nauk o Ziemi (dyscyplina: geografia) uzyskała 30 kwietnia 1997 roku na podstawie pracy Geomorfologiczna rola płatów śnieżnych w Tatrach Wysokich w Instytucie Geografii i Przestrzennego Zagospodarowania im. Stanisława Leszczyckiego Polskiej Akademii Nauk, jej promotorem był Adam Kotarba. Habilitowała się 8 października 2008 roku w dziedzinie nauk o Ziemi (dyscyplina: geografia, specjalność: geografia fizyczna) na podstawie pracy Współczesna rzeźba peryglacjalna wysokich gór Europy w Instytucie Geografii i Przestrzennego Zagospodarowania im. Stanisława Leszczyckiego Polskiej Akademii Nauk. Uzyskała tytuł profesora nauk o Ziemi 15 września 2017 roku. Była prezesem Stowarzyszenia Geomorfologów Polskich. Pracuje w Instytucie Geografii i Przestrzennego Zagospodarowania im. S. Leszczyckiego Polskiej Akademii Nauk od 1978 roku. Była kierownikiem projektu badawczego Aktywność lawin śnieżnych w Tatrach jako wskaźnik zmian środowiska przyrodniczego w okresie ostatnich 200 lat (2012–2016), finansowanego przez Narodowe Centrum Nauki.
Jest członkiem Komisji Geograficznej Polskiej Akademii Umiejętności i Komitetu Nauk Geograficznych Polskiej Akademii Nauk. Należy do Stowarzyszenia Geomorfologów Polskich od 1996 roku, od 2011 do 2014 roku na stanowisku prezesa.

## Dorobek naukowy
Zajmuje się m.in. geomorfologią, procesami peryglacjalnymi w wysokich górach, powiązaniami pomiędzy rzeźbą terenu a roślinnością w wysokich górach. Publikowała artykuły naukowe m.in. w „Analele Universității de Vest din Timișoara. Seria Geografie”, „Geographia Polonica”, „Geomorphologia Slovaca et Bohemica”, „Polish Journal of Ecology”, „Studia Geomorphologica Carpatho-Balcanica”.

### Wybrane publikacje
- Procesy morfogenetyczne kształtujące stoki Tatr Wysokich (współautorka; 1983)[6]
- Periglacial landforms of northern Sweden Mt. with the Tarfala valley as example  (2003)[3]
- Considerations on periglacial landforms and slope morphodynamic in periglacial zone of Tatra Mounatins (2004)[7]
- Soil freezing and its relation to slow soil movements on alpine slopes (of the Tatra Mountains, Poland)  (współautorka; 2004)[8]
- Badania przemarzania gruntu i przemieszczania pokryw w otoczeniu Hali Gąsienicowej (współautorka; 2005)[9]
- Współczesna rzeźba peryglacjalna wysokich gór Europy (2007)[10][11]